# Сайма
Са́йма (фин. Saimaa, швед. Saimen) — самое крупное озеро Финляндии (более точно — озёрная система), четвёртое по величине пресноводное озеро Европы. Расположено на юго-востоке страны. Образовано совокупностью из восьми крупных и многочисленных мелких связанных друг с другом водоёмов с суммарной площадью поверхности около 4400 км². Длина береговой линии составляет почти 15 тыс. километров. На Сайме 13 710 островов общей площадью 1850 км². Единственной вытекающей рекой является Вуокса, впадающая в Ладожское озеро.

## Физико-географическая характеристика

### История формирования озера
Котловины озёр, образующих Сайменскую систему, имеют тектоническое происхождение — они расширены и сглажены под воздействием покровных оледенений. После отступления ледника с большей части современного бассейна озера 10 000 лет назад озёрные котловины непосредственно сообщались с Балтийским бассейном, являясь заливами Иольдиевого моря. После завершения анциловой трансгрессии около 9000 лет назад часть бассейна к северу и западу от современного города Варкаус оставалась заливом. Окончательное обособление современного бассейна озера Сайма от Балтики произошло около 8000 лет назад. В это время на месте современных озёрных систем Сайма и Пяйянне существовал единый бассейн, сток из которого осуществлялся в Ботнический залив через долину современной реки Калайоки. Порог стока располагался на месте современного озера Котаярви фин. Kotajärvi.
Стоку воды в Финский залив препятствовала гряда Салпаусселькя. После прорыва гряды к югу от озера Пяйянне и появления реки Кюмийоки около 6100 лет назад уровень озера Пяйянне понижается, и Сайма выделяется в самостоятельный бассейн. Новый порог стока формируется в районе современного озера Селькяюденъярви фин. Selkäydenjärvi в Пиелавеси (Северное Саво). Около 6000 лет назад воды озера Сайма формируют новый канал стока через озерцо Маткуслампи около Миккели и озерцо Кярьенлампи около Лаппеэнранты в систему Кюмийоки, некоторое время происходит бифуркация стока, пока около 5500 лет назад северный канал стока в районе Пиелавеси не высох. Современный канал стока через реку Вуокса в Ладожское озеро сформировался 5000 лет назад (по другим источникам — 5700 лет назад), когда гряда Салпаусселькя-I вновь была прорвана в районе города Иматра.

### Озера, входящие в Сайменскую систему
Список по площади:
1. Собственно Сайма (фин. Saimaa), 137 703 га
2. Пихлайявеси (фин. Pihlajavesi), 71 258,5 га
3. Оривеси (фин. Orivesi), 60 130,2 га
4. Хаукивеси (фин. Haukivesi), 56 042,9 га
5. Пурувеси (фин. Puruvesi), 41 635,4 га
6. Пюхяселькя (фин. Pyhäselkä ), 36 110,4 га
7. Энонвеси (фин. Enonvesi), 19 667,6 га
8. Пюювеси (фин. Pyyvesi), 2 975,11 га
9. Уконвеси (фин. Ukonvesi), 2 423,26 га

### История эксплуатации водных путей
В 1791—1792 годах командующий русскими войсками в Финляндии А. В. Суворов создавал вдоль побережья военные форпосты. На тот период времени северо-западная часть озера принадлежала Швеции, и государственная граница с Россией проходила посреди водной глади. Существовавший здесь естественный водный путь, проходивший вдоль юго-восточного архипелага, был заперт шведскими батареями. Считается, что Суворову принадлежит идея соединить небольшими каналами внутренние заливы Саймы и сделать незаметными обходные пути для военных кораблей. К работам привлекали и местное население, и российских солдат. Всего соорудили 4 небольших канала: Кутвеле, Кяюхкяя, Куконхарью и Телатайпале. Они образовали судоходный фарватер для российской сайменской флотилии между крепостями Олавинлинна и Лаппеэнранта. Впоследствии эти каналы сыграли важную для местных жителей роль в хозяйственном отношении, и в настоящее время представляют собой имеющую государственное значение ландшафтную достопримечательность. Другие каналы соединяют Сайму с меньшими озёрами восточной Финляндии и образуют сеть водных путей, используемых как для перевозки грузов (лес, бумага, металл и пр.), так и в качестве туристических маршрутов.
В 1856 году был открыт судоходный Сайменский канал, соединивший Сайму с Финским заливом и превративший озеро в важную для значительной части Финляндии транспортную артерию. Это повлекло за собой уточнение параметров и картографирование водных путей озера. Первая карта подводного ландшафта была изготовлена в 1859 году и изображала подробности основных водных путей из Лаппеэнранты в Миккели, Ийсалми и Йоэнсуу. С 1857 года подробную подводную карту всего озера по заказу сената составлял бывший морской офицер Йохан Бартрам. В 1940 году эту работу продолжил Ааро Хеллаакоски.
- Озеро Сайма (1905—1915). 
 Фото С. М. Прокудина-Горского
- Паром на озере Сайма

## Ресурсы
Сайма отличается изобилием рыбы, в том числе редких видов лосося. 2014 год отмечен появлением не встречавшегося ранее в озере белопёрого пескаря.
В озере обитает находящаяся под угрозой исчезновения сайменская нерпа — один из пресноводных подвидов кольчатых тюленей (Pusa hispida saimensis). Её популяция, по данным на 2012 год, оценивается в 310 особей; Союз охраны природы Финляндии планирует к 2020—2025 году увеличить популяцию до 400 особей.
По берегам озера найдены легкодоступные месторождения асбеста.